# Wikon
Wikon är en ort och kommun i distriktet Willisau i kantonen Luzern, Schweiz. Kommunen har 1 509 invånare (2023).